# Volker Nickel
Volker Nickel (* 31. Dezember 1970 in Augsburg) ist ein deutscher Diakon, Verleger und Komponist.

## Leben
Volker Nickel erhielt seinen ersten musikalischen Unterricht im Elternhaus und besuchte als Schüler das humanistisch-musische Gymnasium bei Sankt Stephan (Augsburg). Später studierte er Komposition an der staatlichen Hochschule für Musik und Theater in München sowie Theologie an der Domschule Würzburg. Neben seiner Tätigkeit als freischaffender Komponist unterrichtete er bis 2020 am LMZ der Universität Augsburg (Musiktheorie) und an der Musikhochschule Nürnberg (Musiktheorie und Formenlehre).
2012 gründet Nickel den Musikverlag V. Nickel (München). Der Verlag führt zeitgenössische Kammermusik, u. a. von Markus Schmitt, András Hamary, Alexander Strauch, Manuela Kerer, Volker Blumenthaler, Anno Schreier u. a.
Seit 2018 ist Volker Nickel ist für die Caritas der Erzdiözese München und Freising tätig.
Seit 2022 ist er als Diakon im Zivilberuf im Pfarrverband Forstenried eingesetzt.

## Auszeichnungen und Preise
- Paris-Stipendium an der Cité Internationale des Arts 2008
- Kunstpreis der Stadt Gersthofen 2005
- Erster Preis Günter Bialas Kompositionswettbewerb 2004
- Stipendium der Wilfried Steinbrenner Stiftung 2003
- Postgraduiertenstipendium des Freistaates Bayern 2000
- Preis der Raiffeisen Schulze Delitzsch Stiftung 1997
- Förderpreis der Ernst von Siemens Musikstiftung 1996
- Stipendium der Bayerischen Landeshauptstadt 1995

## Werk
Nickels Kompositionen waren anfangs von einem eher postmodernen Eklektizismus (Postmoderne) geprägt, der sich aber immer schon als Teil eines variierenden Verfahrens verstand und lediglich Dinge, die auf einer tiefer liegenden strukturellen Ebene miteinander verbunden sind, in unterschiedlicher Gestalt in Erscheinung treten ließ. Später entwickelte Nickel unter dem Einfluss der neueren Literatur, etwa dem Prinzip des „Zettelkastens“, einen kontrapunktisch präzis ausgearbeiteten, diskontinuierlichen und strukturell subtilen Musikstil, der auf der Grundlage Cantus-firmus-artiger Perioden (siehe Cantus firmus, Ars nova, Renaissance) und einer variierenden Montagetechnik beruht. Die Faktur seiner Stücke ist dicht gearbeitet und von abwechslungsreichen Tableaus geprägt. Nickels Musik wurde vielfach ausgezeichnet, darunter mit dem renommierten Förderpreis der Ernst von Siemens-Musikstiftung. Nickel war Stipendiat an der Cité Internationale des Arts in Paris und unterrichtet am LMZ der Universität Augsburg.

### Musiktheater
- Eine Feierstunde Musiktheater (2000)
- WaldLust  Kammeroper (2001)
- Zwielicht – oder Anna und der Hase Kammeroper (2001)
- Orfeus – music along the river  Musiktheater (2005)

### Orchester- und Ensemblemusik
- Lanaia I für Violine und Orchester (1990)
- Tanzmusik  für Orchester (1995)
- Divertimento I  für Kammerorchester (1996)
- Divertimento II für Kammerorchester (1997)
- Studie zu einem Gloria  für Kammerorchester (1998)
- Divertimento III  für Kammerorchester (2000)
- hide@park für Kammerensemble (2003)
- distant music für Kammerorchester (2007)
- 2 Stummfilmmusiken für Ensemble (2011)
- Redoute für Ensemble (2017)

### Kammermusik
- M (1986) für Quintett
- Das Cognaglied (1989) für Klaviertrio
- Cassation (1995) für Klarinette und Violoncello
- Streichquartett (1996)
- Kanon für Cembalo (1997)
- 3 Lieder auf Gedichte von Reiner Kunze (2003)
- beschneiden der apfelbäume im winter (2004) für Violoncello Solo
- 3 Stücke für Violine, Viola, Kontrabass und Harfe (2004)
- Mosaik für Zither Solo (2007)
- wie die dinge aus ton für Violine und Klavier (2008)
- music-4-a-joyce-tick-cl[:]ock-box für Streichquartett (2008)
- piano puzzle pieces für Klavier Solo (2009)
- Das Fliegenschleichen die kleine Seele für Klavierquartett (2011)
- Duette für 2 Violinen (2010)
- 2 Lieder für Sopran und Klavier (2011)
- » In selbst gemachter Wasserströmung «  für Klarinette, Violoncello und Klavier (2012)
- Sonatine für Flötenduo (2016)